# Lot Kala
Lot Kala is een bestuurslaag in het regentschap Aceh Tengah van de provincie Atjeh, Indonesië. Lot Kala telt 1419 inwoners (volkstelling 2010).